# Église Saint-Saturnin de Llorts
L'église Saint-Saturnin (catalan : església de Sant Serni) est une église construite dans le village de Llorts (paroisse d'Ordino) en Andorre.

## Historique
L'église a été construite au XVIIe siècle dans un style architectural néo-roman.

## Description
La nef est de plan rectangulaire sans abside visible extérieurement,. La façade principale, surmontée d'un clocher-mur, est orientée au sud et fait face à une petite place.
À l'intérieur se trouve un retable dédié à saint Sernin,.

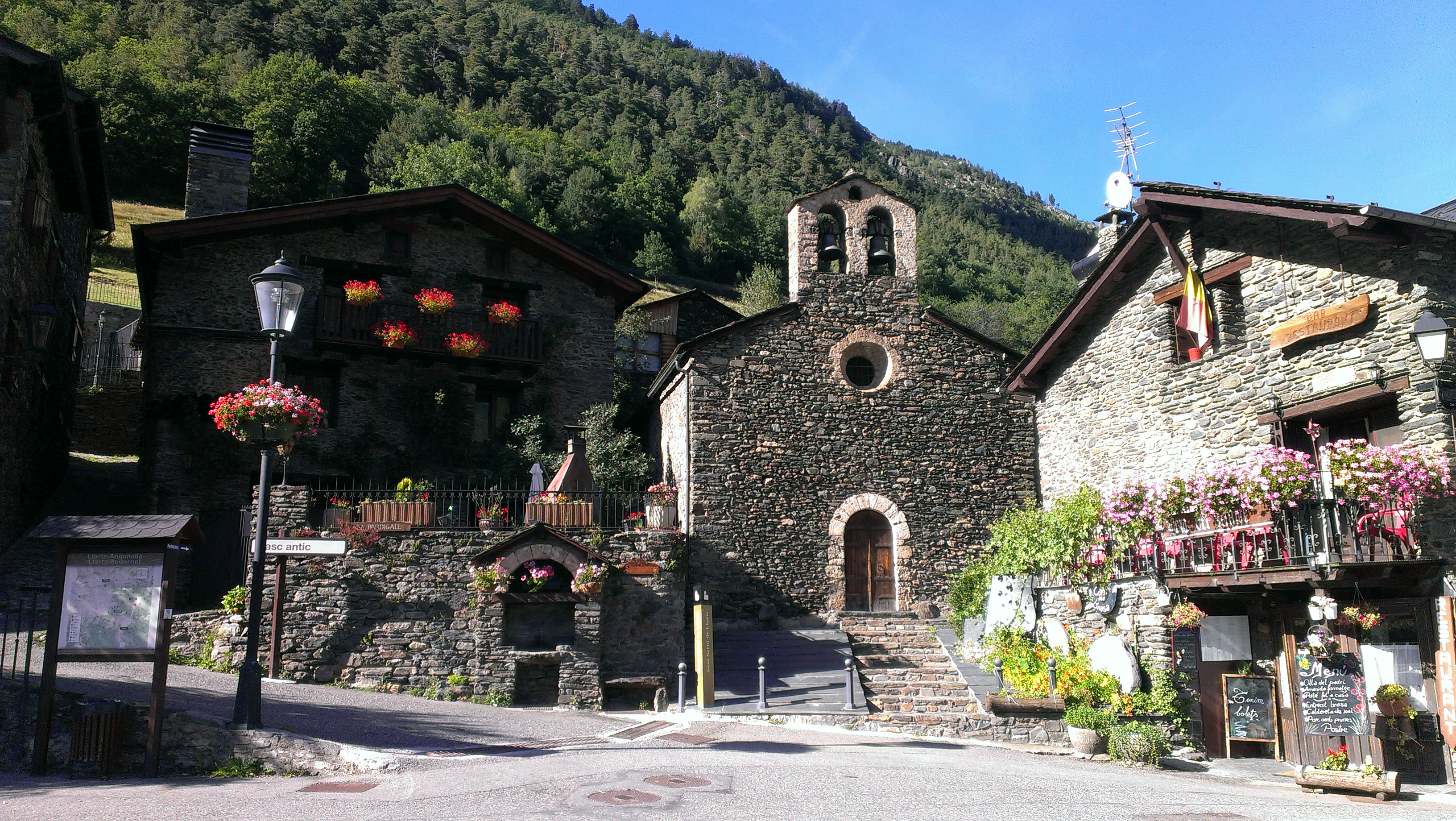
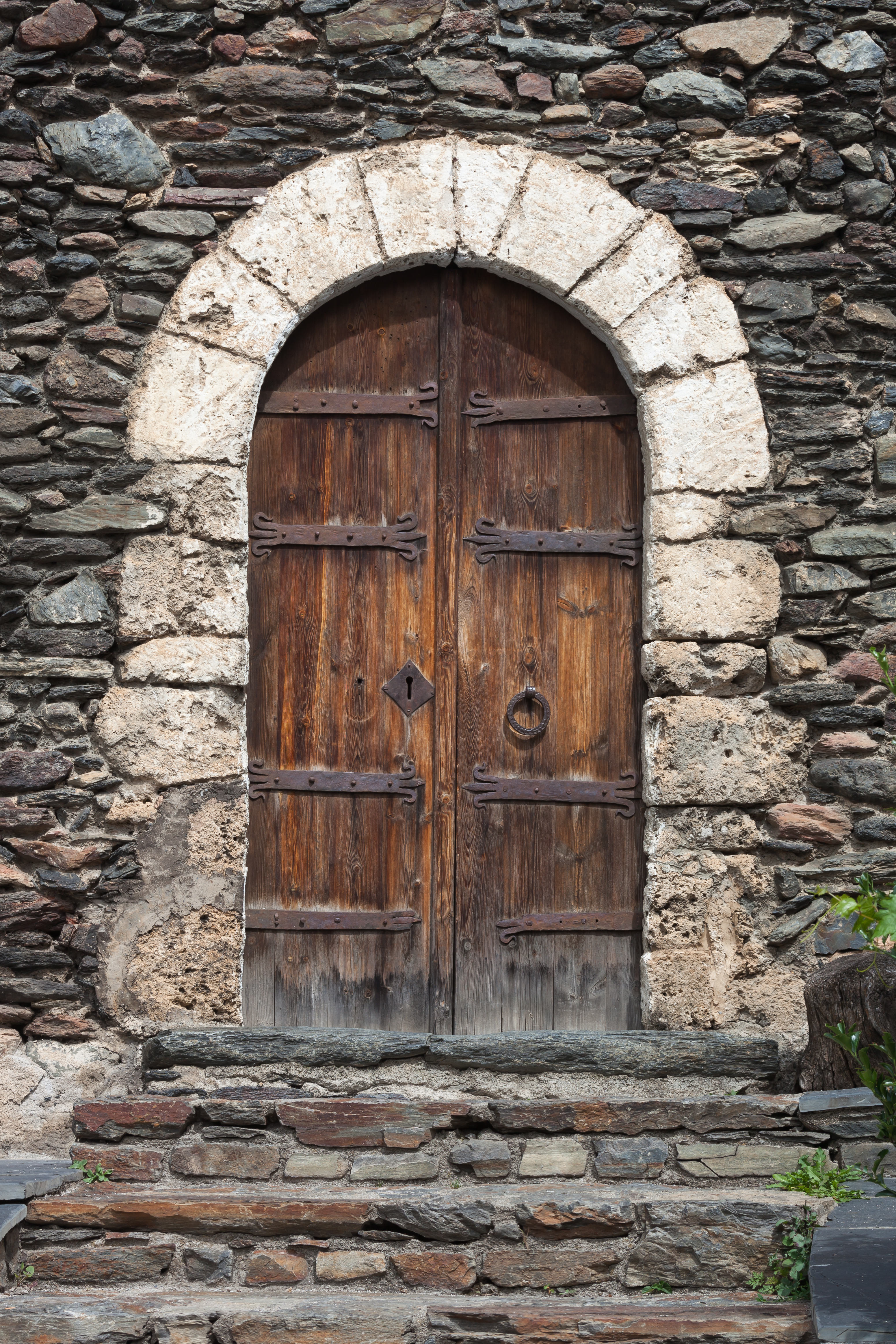
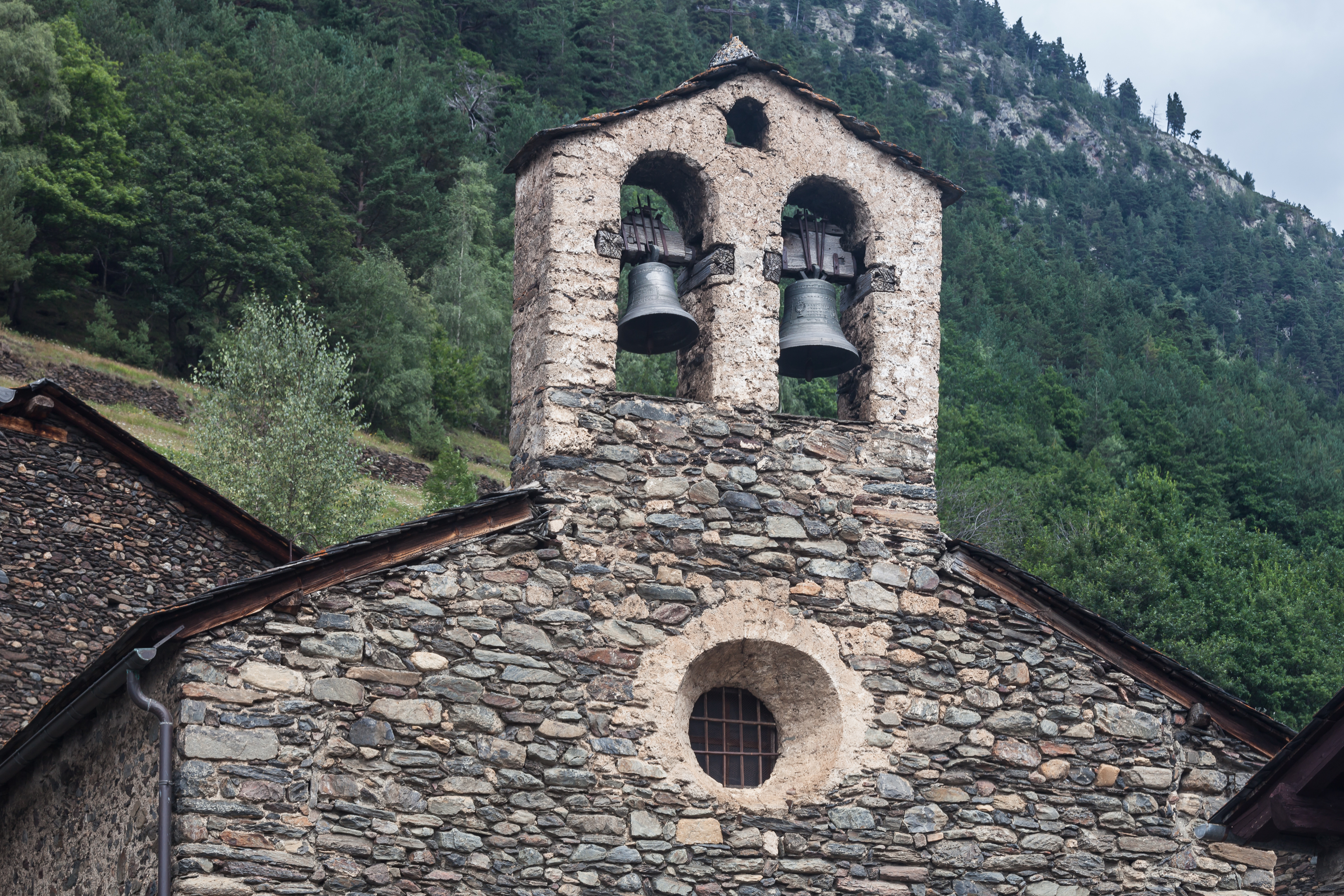